# Fiao'o Fa'amausili

a Compétitions nationales et continentales officielles uniquement.

b Matchs officiels uniquement.
Fiao'o Fa'amausili, née le 30 septembre 1980 à Apia (Samoa), est une joueuse internationale néo-zélandaise d'origine samoane de rugby à XV évoluant au poste de talonneur pour la province d'Auckland.

## Biographie
Fiao'o Fa'amausili travaille comme officier de police à Auckland.
Elle mesure 1,63 m pour 74 kg, occupant le poste de talonneur (no 2) pour l'équipe de province d'Auckland et en sélection nationale pour l'équipe de Nouvelle-Zélande.
Elle a fait ses débuts internationaux en 2002. Elle remporte la Coupe du monde féminine de rugby à XV 2006 disputée du 31 août au 17 septembre 2006, durant laquelle elle dispute 4 matchs (1 titularisation). Elle remporte également la Coupe du monde en 2010.
Elle est nommée capitaine de la Nouvelle-Zélande pour les Women's Rugby Super Series 2015. La Nouvelle-Zélande remporte la compétition. Elle est nommée pour le titre de joueuse de l'année par World Rugby en 2016 aux côtés de Gaëlle Mignot et Sarah Hunter, mais c'est finalement cette dernière qui remporte le titre. Elle participe à la Coupe du monde 2017 en tant que capitaine des Black Ferns. Son équipe remporte la compétition pour la cinquième fois de son histoire. Elle intègre même l'équipe-type de la compétition, désignée par World Rugby.
À la fin de l'année 2018, elle est choisie par World Rugby parmi les cinq joueuses nommées pour le titre de joueuse de l'année.

## Palmarès
- 58 sélections en équipe de Nouvelle-Zélande.
- Coupe du monde :
  - Championne (4) : 2002, 2006, 2010, 2017

## Distinction personnelle
Lors des 2018 Queen's Birthday Honours in New Zealand, elle est élevée au rang d'officier de l'Ordre du Mérite de Nouvelle-Zélande.